# Mein Fall
Mein Fall (französischer Originaltitel: Mon Cas, portugiesischer Originaltitel: O Meu Caso) ist ein tragikomischer Spielfilm des portugiesischen Regisseurs Manoel de Oliveira aus dem Jahr 1986.
Es ist eine Verfilmung von José Régios Roman O Meu Caso (1957), mit Versatzstücken aus Samuel Becketts Pour en finir: encore et autres foirades (1976) und dem Buch Hiob aus dem Alten Testament.

## Handlung
Kurz vor einer Theateraufführung betritt ein Unbekannter die Bühne und will seinen eigenen Fall darlegen. Gleich unterbricht ihn ein Theaterangestellter, dann eine Schauspielerin, dann der Autor des Stücks und am Ende das gesamte Ensemble.
Jeder der Beteiligten will nun seinen persönlichen eigenen Fall darlegen und es entbrennt eine wilde Diskussion.
Dann beginnt die Szene, doch beginnt das Durcheinander von vorn, und ein Text von Samuel Beckett ist zu hören. Danach wird der Vorhang ein weiteres Mal aufgezogen, doch nun ist der Ton falsch und ein babylonisches Stimmengewirr erhebt sich.
Nun wohnt der Zuschauer einem Dialog zwischen Hiob und Gott bei, bei dem das Ensemble nun als Freunde Hiobs auftreten.
Am Ende finden sich Hiob und seine Frau glücklich in der idealen Stadt des Piero della Francesca wieder.

## Produktion und Rezeption
Der Film wurde von Mai bis Juni 1986 gedreht und von den Filmproduktionsgesellschaften Filmargem (Portugal), Les Films Du Passage (Frankreich) und La Sept (Frankreich) zusammen mit der Maison de la culture de Le Havre produziert, mit finanzieller Unterstützung durch die Filmförderungsanstalten IPC (heute ICA, Portugal) und CNC (Frankreich), das öffentlich-rechtliche portugiesische Fernsehen RTP und die portugiesische Gulbenkian-Stiftung.
Seine Uraufführung erlebte der Film am 30. August 1986 als Eröffnungsfilm des 43. Filmfestivals von Venedig, wo er außerhalb des Wettbewerbs lief. Er trat danach auf einer Reihe weiterer internationaler Filmfestivals an, darunter die Semana Internacional de Cine de Valladolid 1986, wo er für eine Goldene Ähre nominiert war, und die Berlinale 1987.
In Portugal wurde er erstmals am 25. September 1986 in der Cinemateca Portuguesa in Lissabon gezeigt. Seinen Kinostart hatte der Film in Portugal am 8. Mai 1987 und in Frankreich am 4. Oktober 1987.

„Ausgehend von einem portugiesischen Theaterstück komponiert der Film in strengen, aber von unübersehbarer Ironie geprägten Bildern eine Collage, deren "Repetitionen" bzw. "Variationen" zu einer rigorosen Auseinandersetzung mit der gefährdeten Kommunikation der Menschen wuchert, denen Sicht- und Hörbares nicht mehr zur Vermittlung und zum Gedankenaustausch dient - weder im konkreten Leben noch im filmischen Abbild.“

O Meu Caso erschien 2008 in Portugal als DVD bei ZON Lusomundo (heute Teil des Medienunternehmens NOS), in einer DVD-Box als Teil einer Werkschau zum hundertjährigen Geburtstag de Oliveiras.